# IC 1383
IC 1383 је спирална галаксија у сазвјежђу Водолија која се налази на листи објеката дубоког неба у Индекс каталогу.
Деклинација објекта је - 1° 6' 8" а ректасцензија 21h 27m 39,5s. Привидна величина (магнитуда) објекта IC 1383 износи 14,5 а фотографска магнитуда 15,3. IC 1383 је још познат и под ознакама CGCG 375-37, PGC 66792.